# سیکلوهگزادی‌ان
سیکلوهگزادی‌ان ممکن است به یکی از موارد زیر اشاره داشته باشد:
- ۱٬۳-سیکلوهگزادین
- ۱٬۴-سیکلوهگزادین